# Kogate
Kogate – gaun wikas samiti w środkowej części Nepalu w strefie Narajani w dystrykcie Makwanpur. Według nepalskiego spisu powszechnego z 2001 roku liczył on 253 gospodarstw domowych i 1429 mieszkańców (724 kobiet i 705 mężczyzn).